# Зинык, Владимир Фёдорович
Зинык Владимир Федорович — бывший прокурор Калининградской области, известный, в основном, необычной отставкой. С 2006 года руководитель калининградского лесхоза. «Почётный работник прокуратуры Российской Федерации».

## Биография
Родился 9 сентября 1952 года в селе Доманово Черкесской области Украины. Служил в армии. До службы в органах прокуратуры работал электросварщиком на Кременчугском автозаводе, Крюковском вагоностроительном заводе и на объединении «Сибтяжмаш» (Красноярск). В 1980 г. окончил Красноярский государственный университет. Получив высшее юридическое образование и диплом юриста, Владимир Федорович переезжает в Астрахань, с этого же года стажер прокуратуры, следователь, заместитель прокурора Советского района г. Астрахани. Позже стал прокурором Володарского района Астраханской области, замначальника следственного отдела прокуратуры Астраханской области, прокурор Ленинского района г. Астрахани. С апреля 2001 года — заместитель прокурора Астраханской области.
С 2004 года — прокурор Калининградской области. На новом посту Зинык без охраны ездил на служебной машине, но возил с собой табельное оружие, так как возбуждал уголовные дела против коррумпированных правоохранителей. Пытался осудить некоторых депутатов Калининградской областной думы, позже прокурор отозвал свое представление о возбуждении уголовного дела против калининградского депутата, но долгое время судился с оппозиционной газетой, владельцем который был этот народный избранник.
В 2005 году прокурор Владимир Зинык поддержал обвинение по делу экс-губернатора Калининградской области Леонида Горбенко, обвиняемого в превышении должностных полномочий, уголовное дело расследовалось несколько лет, позже суд признал Леонида Горбенко невиновным в виду отсутствия состава преступления. В том же году Зинык взял под личный контроль дело по убийству профессора Владимира Овчаренко, предполагаемый убийца был обнаружен путем поголовной дактилоскопии студентов, однако, обвиняемый, студент 4 курса КГТУ Василий Мелещенко, был единогласно оправдан присяжными заседателями, а кассационное представление прокуратуры в Верховный суд РФ осталось без удовлетворения. В результате этих и ранее «ненадлежащим образом исполненных служебных обязанностей», летом 2005 года Владимир Зинык получил дисциплинарное взыскание от прокурора Владимира Устинова.
В январе 2006 года Зинык уволился из правоохранительных органов, в том же году Зинык был назначен помощником губернатора региона Георгия Бооса, работал директором Калининградского областного управления охотничьего и лесного хозяйства. Любопытно, что и на новом месте работы Владимиа Зинык направлял иски к оппозиционной газете «Новые колеса Игоря Рудникова», так, в 2010 году Владимир Зинык требовал наказать неугомонного депутата, чиновник обратился в суд после публикации в газете материала о том, что он фактически покрывает браконьеров.

## Отставка
Многочисленные источники обращали внимание на скандальный уход Зиныка из прокуратуры. После заявления об отставке Владимир Федорович попал в госпиталь с диагнозом «аритмия», поэтому первая официальная версия увольнения Зиныка, озвученная Губернатором области Георгием Боосом, была связана со здоровьем, следующая версия губернатора заключалась в том, «что сам прокурор предложил уступить свое место более подготовленному руководителю в борьбе с преступлениями экономической сфере». Официальный источник сообщал, что Владимир Федорович Зинык ушел в отставку по выслуге лет. Публиковалось мнение, что в отставку Владимир Зинык ушёл неожиданно и без объяснений, однако, годом ранее Генеральный прокурор России Устинов предупреждал прокурора области Зиныка о неполном служебном соответствии. В феврале 2006 года, на расширенной итоговой коллегии, Генпрокурор РФ Владимир Устинов с удовлетворением отметил отставку Владимира Зиныка с поста прокурора Калининградской области, веско ее обосновав. Были минимум три экстренные причины для его добровольно-принудительного увольнения, главной из которых явилась «квартирная манипуляция» :

Причина 1. Приобретение Владимиром Федоровичем квартиры за казенный счет. С последующей пропиской туда матери, имеющей свое жилье в Астрахани. Результатом стало объявление «сверху» о неполном служебном соответствии. Причина 2. Покупка автомобиля марки «Тойота» представительского класса. Миллион за шикарную иномарку, надо полагать, также не был выкроен из официальной прокурорской зарплаты. Причина 3. Нашумевшее «дело Маликова», когда четверо офицеров Управления по борьбе с оргпреступностью были обвинены в превышении служебных полномочий и прочих преступлениях. Замначальника УБОП до сих пор находится в следственном изоляторе. Некоторые компетентные лица полагают, что в конфликте между милицией и УФСБ облпрокуратура не смогла остаться «над схваткой», и в этом значительная вина именно Владимира Зиныка. В итоге прокурор настроил против себя УВД.— «Комсомольская правда» от 21.01.2006.
Журнал «Эксперт» напомнил, что Владимир Зинык ранее аналогичным образом «приватизировал» служебную квартиру в Астрахани, указав, что отставки силовиков Калининградской области инициированы новым губернатором Георгием Боосом, который «высказывал претензии ко всему правоохранительному блоку области», впрочем, Боос был достаточно лоялен к экс-прокурору Зиныку и, позже, трудоустроил его в своей администрации.
По утверждению «Комсомольской правды», уставшие от скандального Зиныка депутаты Калининградской областной думы искренне радовались замене его на уравновешенного Самсонова, тем не менее, сменивший Зиныка прокурор Алексей Самсонов отнесся к восторгом прохладно, как и к предположению, что местный депутат Игорь Рудников компрометирующими публикациями в своей газете «Калининградские новые колеса» мог отправить Зиныка в отставку, на этот счет Самсонов придерживался иной точки зрения:

Насколько я знаю, моего предшественника уволил Генпрокурор не по указке депутата Рудникова. Может быть, в какой-то мере он поспособствовал этому событию, но это только предположительно. Я думаю, что определенную роль в увольнении сыграло расследование хозяйственных дел, низкая раскрываемость убийств и ряд других отчетных моментов. Оценка деятельности калининградской прокуратуры в Генеральной шла по статистике, вернее, по низким ее показателям. Насколько я знаю, Генеральный после этого позвонил Зиныку, и тот сам заявил о своей отставке.— «Интервью прокурора Калининградской области Алексея Самсонова», «Regnum» от 3 июля 2006
История с «нехорошей квартирой» Зиныков запомнилась прокурорам надолго, даже сменивший Самсонова прокурор Сергей Табельский утверждал, что у него приватизировать служебную квартиру «даже мыслей таких нет» и «квартиру придётся сдать в любом случае». Сам же Зинык долгие годы судился с ненавистным газетчиком-депутатом, до тех пор пока Игоря Рудникова не посадили в тюрьму совершенно по другому поводу.